# Espiridón de Tremitunte
San Espiridión de Tremitunte (también Espiridión, en gr. Ἃγιος Σπυρίδων, Asquia, Chipre, ca. 270–Chipre, 348) fue un obispo de Chipre. Es considerado santo, taumaturgo y confesor por la Iglesia católica y la Iglesia ortodoxa.

## Vida
San Espiridión nació en una familia cristiana a finales del siglo III, cerca del año 270, en Chipre. Se sabe que pasó los primeros años de su vida en el monte, como pastor del ganado de su padre.
Espiridión fue uno de los confesores cristianos a quienes el emperador Maximino mandó sacar el ojo derecho, cortar el nervio y desjarretar la pierna izquierda, y condenó a trabajar en las minas. Permaneció en su destierro durante algunos años, hasta que, tras la muerte de Maximino, pudo volver a Chipre, donde volvió a trabajar como pastor de ganado. Se casó y tuvo una hija, pero enviudó muy pronto. Su hija también murió joven.
En los tiempos del reinado de Constantino el Grande, cuando falleció el obispo de Tremitunte, el pueblo y el clero a una voz aclamaron como sucesor a Espiridión. Aunque él alegaba su incapacidad para el cargo, recibió las sagradas órdenes y fue consagrado obispo. 
En 325 participó en el Primer concilio ecuménico de Nicea, donde intervino contra el arrianismo, y en los concilios de Alejandría en 340 y de Sárdica en 343. 
Falleció el 12 de diciembre de 348 y fue enterrado en el templo de los Santos Apóstoles de Tremitunte.

## Hechos
La tradición hagiográfica cuenta que todo lo que poseía Espiridón lo compartía con el prójimo. Por su generosidad y compasión, según se cree, Dios lo hizo taumaturgo y adquirió los dones de curar a los incurables; exorcizar, detener las sequías y hacer llover.
La gente se sorprendía de su ingenuidad. Pero él velaba para se cumplieran rigurosamente el rito y las ceremonias sacramentales, y se guardase inalterada la Sagrada Escritura. El santo reprochaba a aquellos sacerdotes que en sus sermones perdían la exactitud de las palabras de la Biblia.
Cuando asumió el cargo de obispo, no abandonó su modo de vida modesta; siguió pastando ovejas y trabajando en el campo. Cada año Espiridón dividía su cosecha en tres partes. Una, la repartía entre los pobres; otra, la prestaba sin lucro a aquellos que lo necesitaban y otra, la dejaba para su propio mantenimiento. La distribución no la hacía en persona, sino que mostraba a la gente la despensa y decía que tomaran lo que necesitaban y, después, devolvieran cuando pudiesen, sin control alguno de su parte.
- En muchos casos el santo es asociado con el Profeta Elías, por su oración a las sequías, frecuentes en Chipre, transformándolas en lluvias.

- En cierta oportunidad, calumniaron a un amigo de Espiridón y lo apresaron siendo condenado a muerte. El santo se apresuró a ayudarle, pero en su camino encontró un raudal. Por los rezos de Espiridón las aguas se abrieron, dejando pasar al santo y sus compañeros. El juez, al saber del milagro, soltó al inocente.

- Una noche en la lamparilla de Espiridón el óleo estuvo por acabar y comenzó a apagarse. Por la oración del santo afligido la lamparilla se llenó milagrosamente de óleo.

- En el Primer concilio ecuménico de Nicea, el santo formó parte en el debate enfrentando a un filósofo griego que defendía los criterios de arrianismo. Las palabras sencillas y claras del santo derrotaron sus argumentos, y el filósofo se dio por vencido, abrazando la causa de los santos padres.

- Del mismo modo en que, tiempo después, lo hizo san Patricio de Irlanda, san Espiridón mostró  la esencia unitaria de la Santa Trinidad. Tomó un ladrillo y, ante la mirada  de los participantes del Concilio, salió de él fuego hacia arriba y agua hacia abajo mientras la arcilla permanecía en su mano. Así, Espiridón explicó que al igual que tres elementos naturales se unen en un solo ladrillo, así las tres personas divinas se unen en una sola deidad.

- El santo curó al emperador Constancio, que estuvo a las puertas de la muerte.

- En Antioquía, Espiridón resucitó al bebé de una pagana, que, luego, se desplomó muerta, conmovida por el milagro. El santo la resucitó.[3]

- En 325, tuvo que vivificar a su fallecida hija Irene, que murió un par de días antes de su regreso del Concilio, para que pudiera decir dónde había escondido las joyas que le habían sido encomendadas por una matrona para que las guardase. Después, el alma de su hija volvió a abandonar el cuerpo.

- Cuando en 340 en Alejandría fue convocado un concilio, por las oraciones de los santos padres se desmoronaron todos los ídolos paganos, menos uno. Al Patriarca se le reveló en el sueño que el ídolo se quedó para ser deshecho por Santo Espiridón. El Concilio llamó al obispo  y el santo se embarcó. Al pisar tierra, el ídolo de Alejandría, junto con todos sus altares, se derrumbó.

- Dios reveló a Espiridón la hora de su muerte y falleció rezando.

- La isla de Kérkyra, donde reposan las reliquias del santo, fue el único territorio de Grecia no conquistado por el Imperio otomano. En 1716, su armada cercó la isla y se preparó para atacar. De repente, en el cielo apareció la imagen de un anciano con una espada de fuego y los turcos se retiraron.

- Un náufrago  se estaba ahogando e invocó al santo. De inmediato, apareció un anciano, asió su mano y lo sacó del agua. Una vez en tierra firme, el hombre se dirigió al templo y dio las gracias a san Espiridón.

- Sus reliquias incorruptas preservan la blandura y la temperatura constante (36,6 °C), propios del cuerpo humano vivo. Cada vez que le cambian las vestimentas, estas se ven gastadas, pero el cuerpo permanece intacto en el relicario durante todo el año. Lo mismo se observa con las zapatillas del santo. Se dice que anda mucho, ayudando a la gente.

## Veneración
A mediados del siglo VII, comenzaron los ataques de sarracenos a Chipre y las reliquias del santo fueron trasladadas a Constantinopla. En 1453, al caer la ciudad en manos de los turcos, fueron trasladadas a la isla de Corfú, en ese entonces, perteneciente a la República de Venecia. El 4 de diciembre de 1577 las autoridades venecianas concedieron un lote de tierra para la construcción de un templo en honor al santo. En 1589 las reliquias fueron depositadas en el templo, donde se encuentran hasta ahora. 
Sus reliquias reposan bajo la custodia de la Iglesia ortodoxa helénica en el templo que lleva su nombre, en Kérkyra, Durante largo tiempo, la mano derecha del santo reposó en Roma, regalada al papa Clemente VIII en 1592, y guardada en la iglesia de Santa María in Vallicella. En 1984 la llevaron a Kérkyra. Se cree que dos veces salvó la isla de la peste, una vez de la hambruna y una vez de la invasión turca. Los isleños celebran su homenaje cinco veces al año. 
San Espiridón es uno de los santos más venerados en la Iglesia ortodoxa y se acude a él en los casos de dificultades económicas, intervención quirúrgica y enfermedades oncológicas. 
Según el santoral ortodoxo, su festividad se celebra el 12 de diciembre según el calendario juliano, o el 25 según el gregoriano, el día del solsticio de invierno. Los católicos la celebran el 14 de diciembre.